# Kružlov
Kružlov est un village de Slovaquie situé dans la région de Prešov.

## Histoire
Première mention écrite du village en 1460.

## Démographie

### Évolution de la population
| Année:               | 1994. | 2004.   | 2014.   | 2024.   |
| -------------------- | ----- | ------- | ------- | ------- |
| Nombre de personnes: | 1011  | 1006    | 1041    | 981     |
| Différence:          |       | -0,49 % | +3,47 % | -5,76 % |

| Année:               | 2023. | 2024.   |
| -------------------- | ----- | ------- |
| Nombre de personnes: | 991   | 981     |
| Différence:          |       | -1,00 % |